# 茹皓
茹皓（5世纪？—504年），字禽奇，吴郡（今江苏省苏州市）人，南北朝北魏官员，魏宣武帝的宠臣。
其父茹让之，原名茹要，曾担任南朝宋巴陵王刘休若的部将，后逃入北魏彭城。因遭遇饥荒，社会秩序混乱，便迁居至淮阳郡的上党。当时茹皓十五六岁，担任了县里的金曹吏。被北魏南徐州刺史沈陵发现，他便跟随沈陵进入洛阳，在没有官职的情况下侍奉在魏孝文帝身边。魏宣武帝即位后，茹皓在宫中值宿，开始受到宠信。宣武帝去陵墓祭拜时，让茹皓同乘一车，连黄门侍郎元匡的劝谏也不听。宣武帝开始亲政后，茹皓得到的赏赐日渐增多。他因在孝文帝时期马圈之战中的功劳被提及，被任命为员外将军。当时赵脩也受到宣武帝的宠信，却嫉妒茹皓，想把他外调为太守。茹皓也觉得在朝廷任官有危险，便接受了，被任命为濮阳郡太守，加授厉威将军的称号。他的父亲茹让之也被任命为兖州阳平郡太守，父子俩任职的郡境相邻，却不相往来。赵脩等人失势后，再也没有牵制茹皓的人了，但他担任太守期间也没有什么突出的表现。景明三年（502年），宣武帝在邺城阅兵，茹皓请求重回朝廷任官，被解除太守职务，任命为左中郎将，兼任直阁。他再次像以前一样受到宣武帝的宠信优待。茹皓自称是雁门郡人，那些出身雁门、讨好茹皓的人还向司徒推荐茹皓担任肆州大中正，得到了特别批准。茹皓担任骠骑将军，兼任华林诸作，在华林园的修建上展现出才能。他在天渊池西边堆造人工山，开采搬运邙山和南山的美石，移栽汝水、颍水一带的竹子，在其间种植绢织。又建造楼馆，上下排列，种植草木并加以修剪，极具山野之趣。宣武帝心中十分欢喜，前往华林园巡游。茹皓随后担任了冠军将军。茹皓地位日渐尊贵，开始参政。北海王元详以下的官员都惧怕他，追随他的人也多了起来。茹皓的弟弟才二十岁左右就被提拔为员外郎。茹皓娶了尚书仆射高肇的堂妹为妻，他的弟弟也娶了安丰王元延明的妹妹。茹皓暗中经营产业，私下里接受贿赂，积累了巨额资产。他在宫殿西侧的住宅，其华丽程度连北魏权贵显要的府邸都比不上。当时宣武帝总揽国政，茹皓却常常不回家，一直在宫廷内，处于传达门下省上奏的位置。不久他担任了光禄少卿，但还期望得到进一步提拔。正始元年（504年），高肇憎恶北海王元详和茹皓等人的派系，告发茹皓等人图谋不轨。茹皓与刘胄、常季贤、陈扫静等人因受贿和私乱等罪名被逮捕，送往南台。第二天，他被送回府中，被毒杀。茹皓的儿子茹怀朗官至南青州刺史，东魏兴和初年因罪被处死，其子孙也被流放到边境。